# King of the Delta Blues Singers
| 전문가 평가             | 전문가 평가      |
| 평가 점수               | 평가 점수        |
| 출처                    | 점수             |
| ----------------------- | ---------------- |
| AllMusic                | [ 1 ]            |
| Birmingham Post         | [ 2 ]            |
| Down Beat               | [ 3 ]            |
| Ebony                   | (favorable)      |
| The New York Times      | (favorable) 1969 |
| The New York Times      | (favorable) 1998 |
| Texas Monthly           | (favorable)      |
| Vibe                    | (favorable)      |
| Virgin Encyclopedia     | [ 9 ]            |
| The Wall Street Journal | (favorable)      |

《King of the Delta Blues Singers》는 미국의 델타 블루스 음악가 로버트 존슨이 1961년 컬럼비아 레코드에 발표한 컴필레이션 음반이다. 이 음반은 가장 훌륭하고 가장 영향력 있는 블루스 발매물 중 하나로 여겨진다. 2003년 이 음반은 《롤링 스톤》이 선정한 역사상 가장 위대한 음반 500장 중 27위에 올랐다.

## 음악
이 음반은 16개의 모노 녹음을 수록하고 있는데, 그 중 9개는 원래 1936년과 1937년 두 번의 세션 동안 보컬리온 레이블에 78 rpm 레코드로 제공되었다. 이 음반은 〈Terraplane Blues〉가 지역적으로 큰 인기를 끌면서 미국 남부와 남서부의 목표 시장에서 잘 팔렸지만, 그들의 판매 수치는 총 5,000장을 넘어선 적이 없었다. 이 음반이 등장할 무렵, 존슨은 작은 컬렉터 그룹과 원래 78장을 구매한 사람들을 제외하고는, 전혀 알려져 있지 않다면 대부분 소문이었다. 이 음반의 사전 사본은 그 선동가인 존 해먼드가 존슨의 최신 사인인 밥 딜런에게 주었는데, 그는 존슨에 대해 들어본 적도 없고 녹음의 강도에 매료되었다.

## 곡 목록
모든 곡들은 선 하우스가 작사/작곡한 〈Walkin' Blues〉를 제외하고, 로버트 존슨이 작사/작곡하였다.
| #  | 제목                                       | 재생 시간 |
| -- | ------------------------------------------ | --------- |
| 1. | 〈Cross Road Blues〉                       | 2:28      |
| 2. | 〈Terraplane Blues〉                       | 2:58      |
| 3. | 〈Come On in My Kitchen〉                  | 2:46      |
| 4. | 〈Walkin' Blues〉                          | 2:28      |
| 5. | 〈Last Fair Deal Gone Down〉               | 2:38      |
| 6. | 〈32-20 Blues〉                            | 2:50      |
| 7. | 〈Kind Hearted Woman Blues〉               | 2:50      |
| 8. | 〈If I Had Possession Over Judgement Day〉 | 2:34      |

| #  | 제목                           | 재생 시간 |
| -- | ------------------------------ | --------- |
| 1. | 〈Preachin' Blues〉            | 2:50      |
| 2. | 〈When You Got a Good Friend〉 | 2:35      |
| 3. | 〈Ramblin' on My Mind〉        | 2:49      |
| 4. | 〈Stones in My Passway〉       | 2:25      |
| 5. | 〈Traveling Riverside Blues〉  | 2:43      |
| 6. | 〈Milkcow's Calf Blues〉       | 2:14      |
| 7. | 〈Me and the Devil Blues〉     | 2:30      |
| 8. | 〈Hellhound on My Trail〉      | 2:36      |